# Świadczenia emerytalno-rentowe w drodze wyjątku
Świadczenia emerytalno-rentowe w drodze wyjątku – pojęcie, pod którymi może się kryć świadczenie emerytalne albo rentowe przyznane przez:
- Prezesa ZUS, albo
- Prezesa KRUS – w przypadku rolniczego świadczenia emerytalnego albo rentowego,

wyłącznie ubezpieczonemu lub członkom rodziny ubezpieczonego, którzy wskutek szczególnych okoliczności nie spełniają warunków wymaganych w ustawie do uzyskania prawa do emerytury albo renty; nie mogą – ze względu na całkowitą niezdolność do pracy lub wiek – podjąć pracy lub działalności objętej ubezpieczeniem społecznym; nie mają niezbędnych środków utrzymania.